# Midéa (citadelle)
Midéa (grec ancien : Μιδέα) est une ancienne cité mycénienne, située dans le Péloponnèse, en Grèce. Avec Mycènes et Tirynthe, elle est une des trois grandes cités mycéniennes fortifiées par une muraille cyclopéenne en Argolide.
Longtemps considérée comme un site mineur, Midéa a vu son importance démontrée par les fouilles de grande ampleur entreprises depuis le début des années 1980.

## Mythologie
Selon Pausanias, au IIe siècle de notre ère, Midéa se trouve sur la gauche de la route d'Argos à Épidaure, après avoir passé les ruines de Tirynthe.
Selon le Pseudo-Apollodore, Midéa a été fortifiée par Persée. Son fils Électryon, grand-père d'Héraclès, lui aurait succédé. Après la mort d'Électryon, son frère Sthénélos confie alors Midéa à Atrée et Thyeste.

## Contexte géographique et historique

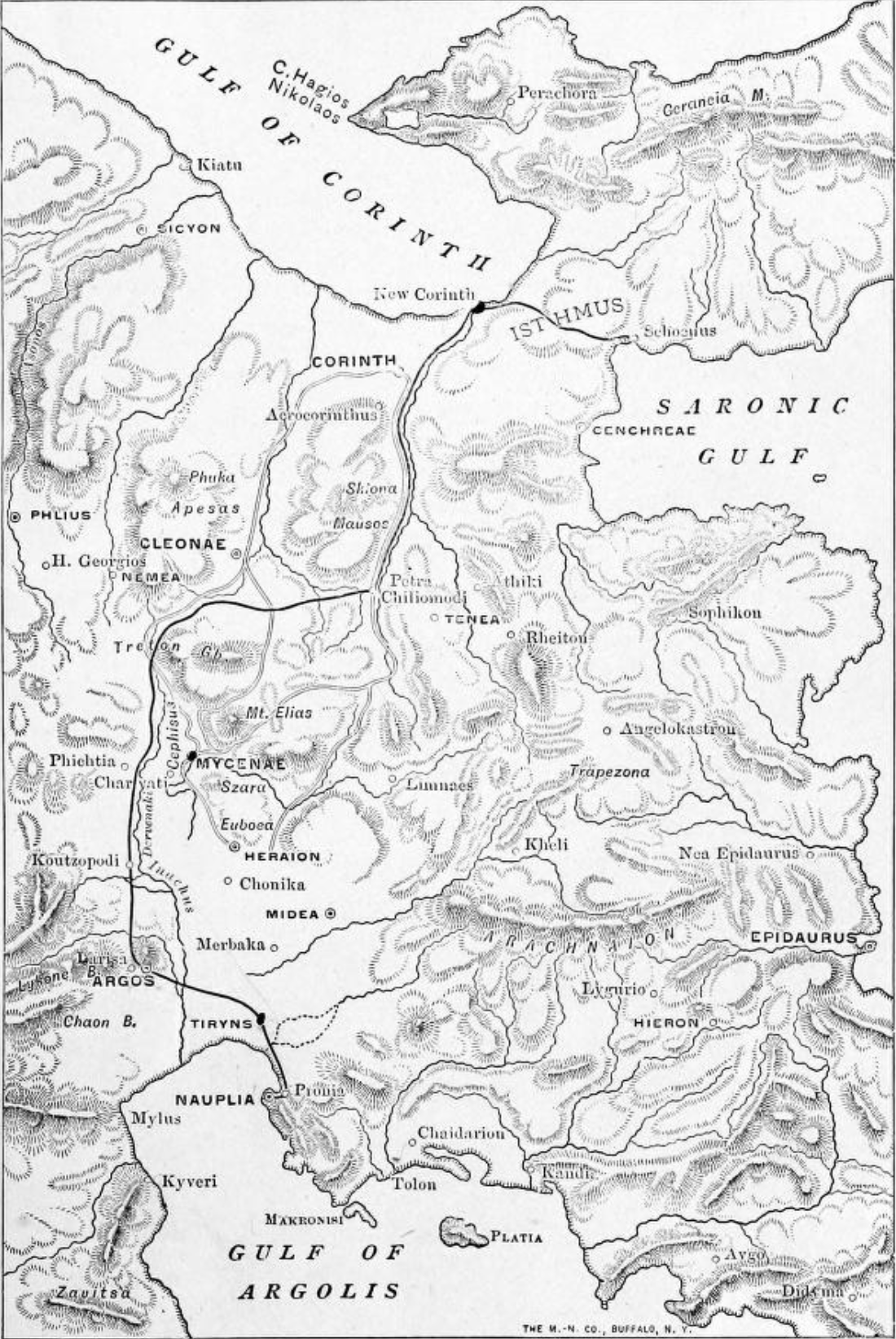
Carte de l'Argolide pendant l'époque mycénienne.

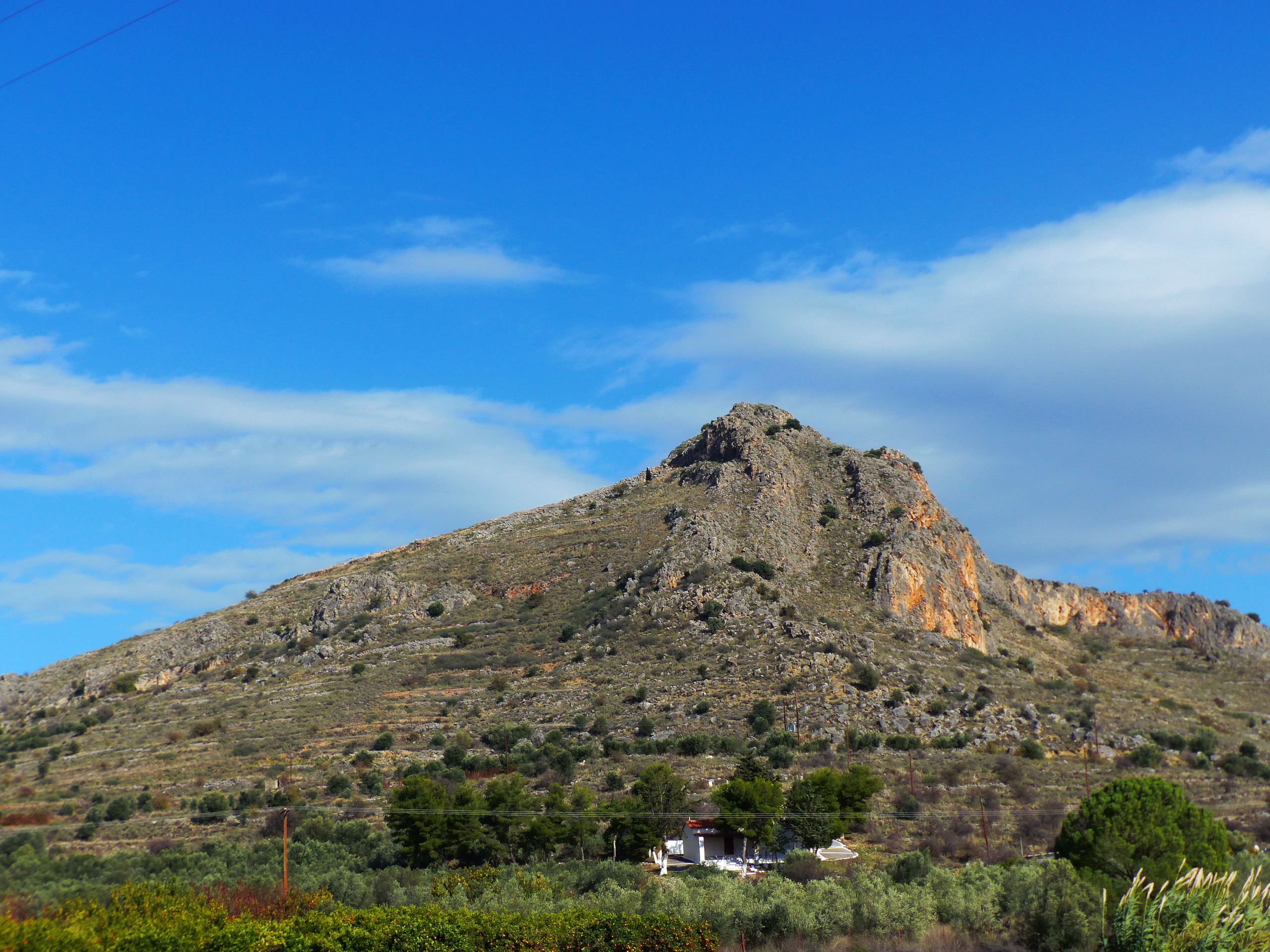
Colline de Midéa, vue du sud. Le flanc est, très escarpé, n'est pas fortifié.

Midéa est située sur une colline conique qui domine l'est de la plaine d'Argos. Surplombant les terres alentour de 170 mètres, elle offre un excellent point de vue et une position de contrôle sur la plaine et les routes qui la traversent.
À 1,5 kilomètre se trouve le cimetière mycénien de Dendra, probable nécropole de la citadelle.
La colline est habitée depuis le Néolithique. La cité s'est développée pendant la première partie du IIe millénaire av. J.-C., pour atteindre son apogée au XIIIe siècle. La ville compte alors un palais, de nombreux entrepôts et ateliers et est ceinturée d'un imposant mur cyclopéen. Il est daté de 1200 avant notre ère et est donc plus récent que les fortifications de Mycènes et de Tirynthe. Les découvertes de cette époque — en particulier plusieurs tablettes en Linéaire B — témoignent de l'importance de Midéa en tant que centre administratif et commercial, connecté au monde égéen et à l'Asie.
À la différence de Mycènes ou Tirynthe, qui ont connu deux voire trois destructions avant leur abandon final, Midéa n'a connu qu'une seule catastrophe à la fin de l'Helladique récent III2, soit vers 1200. Tous les édifices fouillés à Midéa portent les traces d'une destruction violente par un incendie de grande intensité, probablement causé par un tremblement de terre. Parmi les indices en faveur d'un tremblement de terre figurent des murs écroulés et déformés et la découverte de plusieurs squelettes écrasés par des pierres.
Après la catastrophe, le site est réoccupé, les bâtiments reconstruits, puis Midéa a progressivement été abandonnée à la fin du XIIe siècle, comme les autres sites mycéniens.
On ne sait que peu de choses de Midéa aux époques archaïque et classique. D'après Pausanias, qui visite la région vers 170 de notre ère, Midéa — dont il ne reste plus rien, nous dit-il — a été détruite par Argos en 468, comme Mycènes et Tirynthe. Le mur cyclopéen présente tout de même quelques réparations en appareil polygonal caractéristique de l'époque hellénistique. Le site a été habité de manière sporadique à la fin de l'Empire romain et au début de l'époque byzantine.

## Description

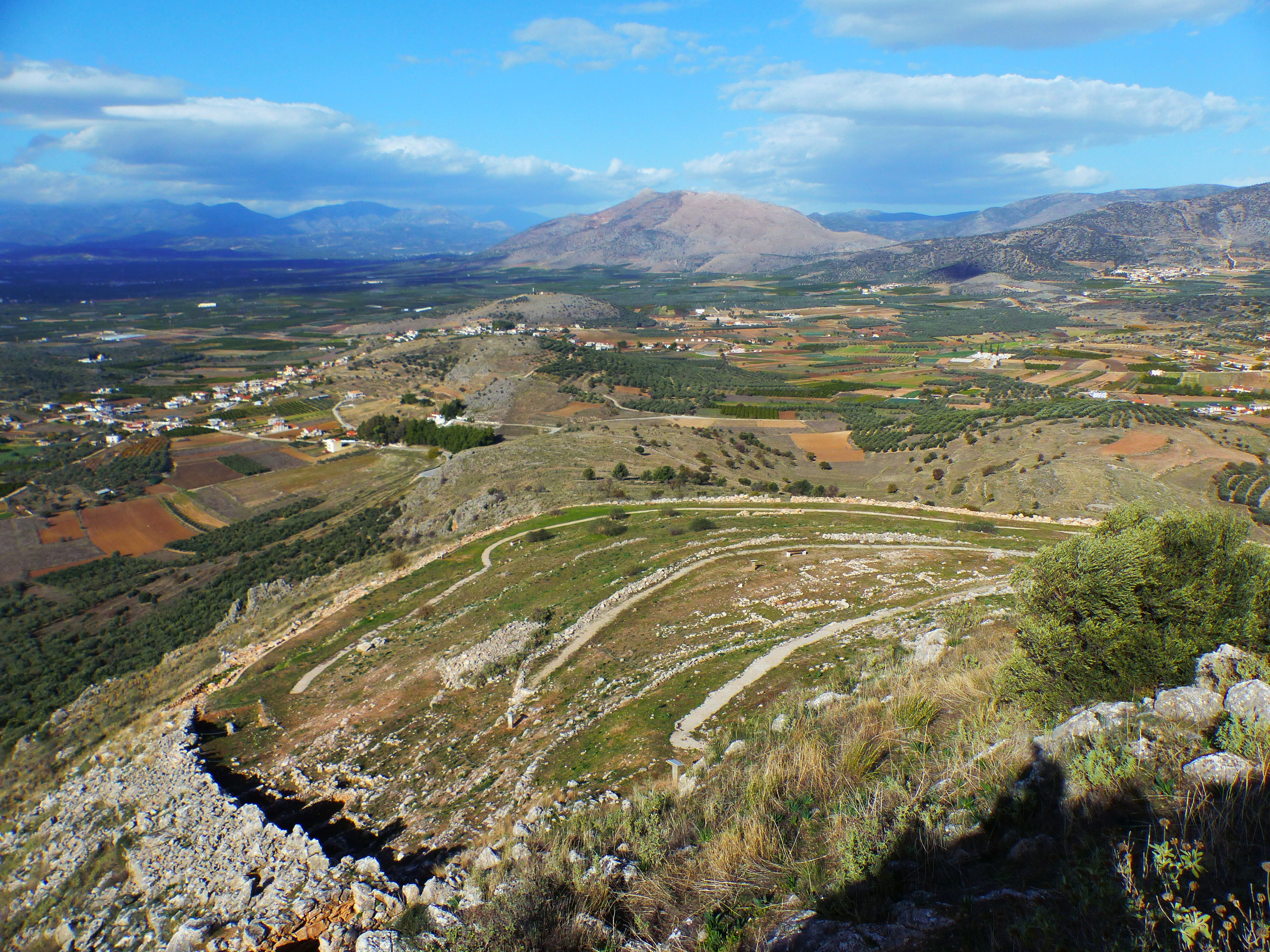
Terrasses sud de l'acropole inférieure.

Le site, protégé par un mur cyclopéen, est divisé en deux parties : l'« acropole supérieure », sur le sommet rocheux de la colline, et l'« acropole inférieure » ou « terrasses inférieures », bâties sur le flanc nord-ouest de la colline. La zone ainsi protégée couvre une surface d'environ 2,4 hectares.
L'acropole supérieure consiste en un plateau rocheux grossièrement terrassé. De nombreux vestiges de l'Helladique ancien et moyen — dont des tombes et de grandes quantités de céramiques — ont été retrouvés sur cette plateforme en forme de L, prouvant que le site est occupé longtemps avant le développement de la cité.
Le reste de la cité s'est développé sur le flanc nord-ouest de la colline, dont les pentes sont plus douces et ont été aménagées en environ 25 terrasses. Ces terrasses abritent des ateliers, des entrepôts et un bâtiment qui pourrait avoir été un palais mycénien.

### Mur cyclopéen

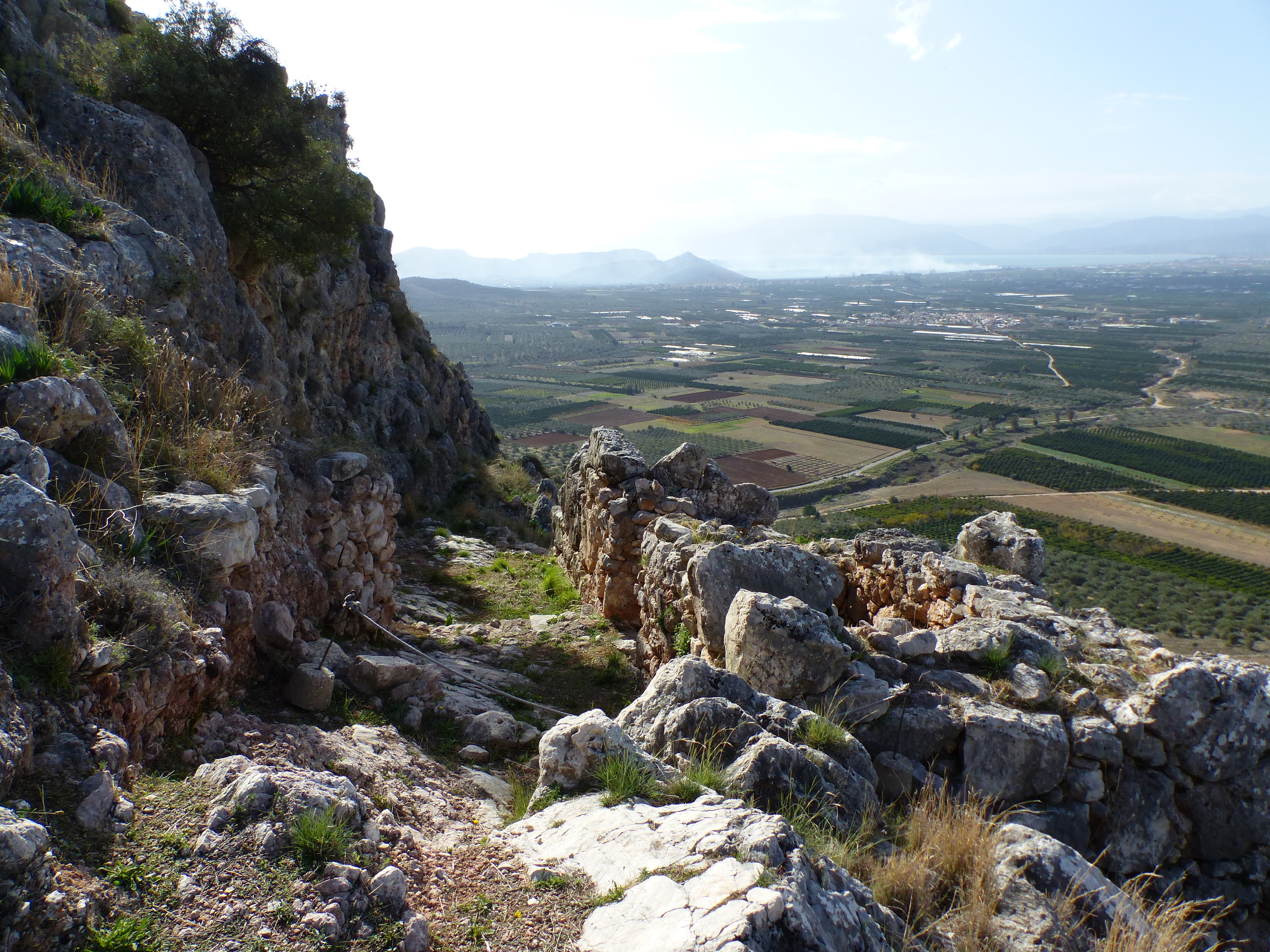
La porte Ouest de Midéa domine la plaine argolique.

Vers 1200, un imposant mur cyclopéen est construit au nord, à l'ouest et au sud-ouest de l'acropole, les côtés est et sud-est étant protégés par une falaise. Il s'agit d'ailleurs de l'une des trois cités d'Argolide à être fortifiées de la sorte, avec d'aussi monumentales murailles. L'archéologue Katie Demakopoulou remarque que les sites présentant les plus impressionnantes murailles — Mycènes, Tirynthe, Midéa en Argolide, Athènes dans l'Attique et Gla en Béotie — sont davantage des palais fortifiés plutôt que des cités en tant que telles, dont les fortifications sont plus simples. Constitué de larges blocs de calcaires sommairement taillés à la massette, ce mur est un pur exemple de construction en appareil cyclopéen.
Long de 450 mètres, large de 5 à 7 mètres et haut de 7 mètres, ce mur est percé de deux portes placées symétriquement à l'est et à l'ouest. La porte Est, la porte principale, mène à l'acropole supérieure, tandis que la porte Ouest conduit aux entrepôts et ateliers des terrasses inférieures.
Une étroite poterne appelée « syrinx » traverse le mur ouest, depuis la terrasse la plus basse de l'acropole inférieure.

### Possible palais

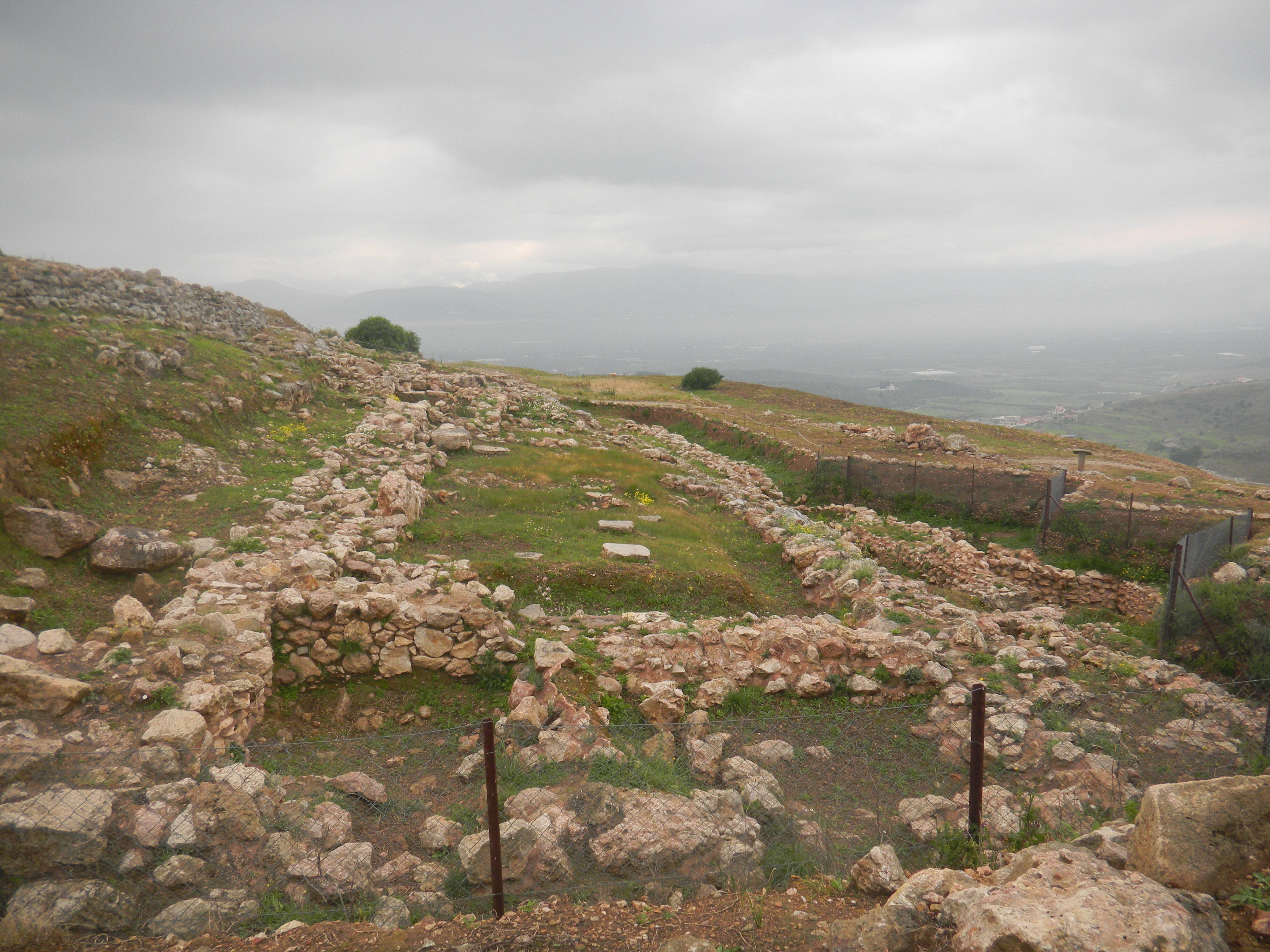
L'ensemble du mégaron de Midéa.

L'archéologue suédois Axel W. Persson (en) avait pensé trouver l'emplacement d'un palais sur le plateau en L de l'acropole supérieure, pendant ses fouilles en 1939. Selon l'archéologue grec Spyros Iakovidis, qui écrit en 1983 soit avant les fouilles entreprises depuis les années 1980, le sommet est trop étroit pour avoir accueilli un bâtiment de ce type, ce qui signifierait que Midéa ait été une cité d'importance relative. L'hypothèse de Persson est difficile à vérifier en raison de l'érosion de la roche et de l'intense végétation du sommet, qui n'a pas été systématiquement fouillé.
En revanche, les fouilles helléno-suédoises des années 1980 et 1990 ont mis au jour les ruines d'un important ensemble de bâtiments richement décorés, dont un présente un plan à mégaron similaire aux autres palais mycéniens, sur un vaste terrasse du nord du site. Les plus vieux vestiges de ces bâtiments correspondent à l'Helladique récent IIIB, c'est-à-dire au début du XIIIe siècle. Contrairement aux autres palais mycéniens, cet ensemble n'est pas situé au point le plus élevé de la colline mais sur l'une des terrasses inférieures. Il est possible toutefois que d'autres bâtiments de type mégaron puissent avoir été construits sur d'autres terrasses, malgré la raideur de la pente qui laisse peu d'espace pour un tel bâtiment.
Le complexe du mégaron a été agrandi vers la fin du HR IIIB, probablement pour faire face à une augmentation de la population de la cité ou à un changement dans l'organisation du service du palais. Peu après, les bâtiments ont été sérieusement endommagés par le grand incendie de 1200. De vastes travaux de renforcement et de réaménagement ont été entrepris. Il présente alors de nombreuses similitudes avec les mégarons du HR IIIC de Tirynthe et d'autres cités.
Les fouilles y ont également découvert de très importants objets datant du HR IIIB, dont des figurines de déesses en argile, un collier en faïence, deux pommeaux d'épée et des tablettes de Linéaire B.

### Entrepôts et ateliers
Le long du mur sud, à proximité de la porte Ouest, se trouve un grand ensemble de bâtiments d'une quinzaine de pièces organisées autour d'un couloir central. Certaines de ces pièces étaient décorées de fresques. De grandes quantités de poteries et de bijoux du HR IIIB2 ont été découvertes, ainsi que des ustensiles de métal. Ces bâtiments, dotés de deux niveaux, ont été utilisés comme entrepôts et ateliers.
Au centre des terrasses se trouvent trois bâtiments ayant des fonctions d'habitat et d'ateliers. Là encore, de grandes quantités d'objets ont été découvertes, dont un sceau en Linéaire B.

## Fouilles

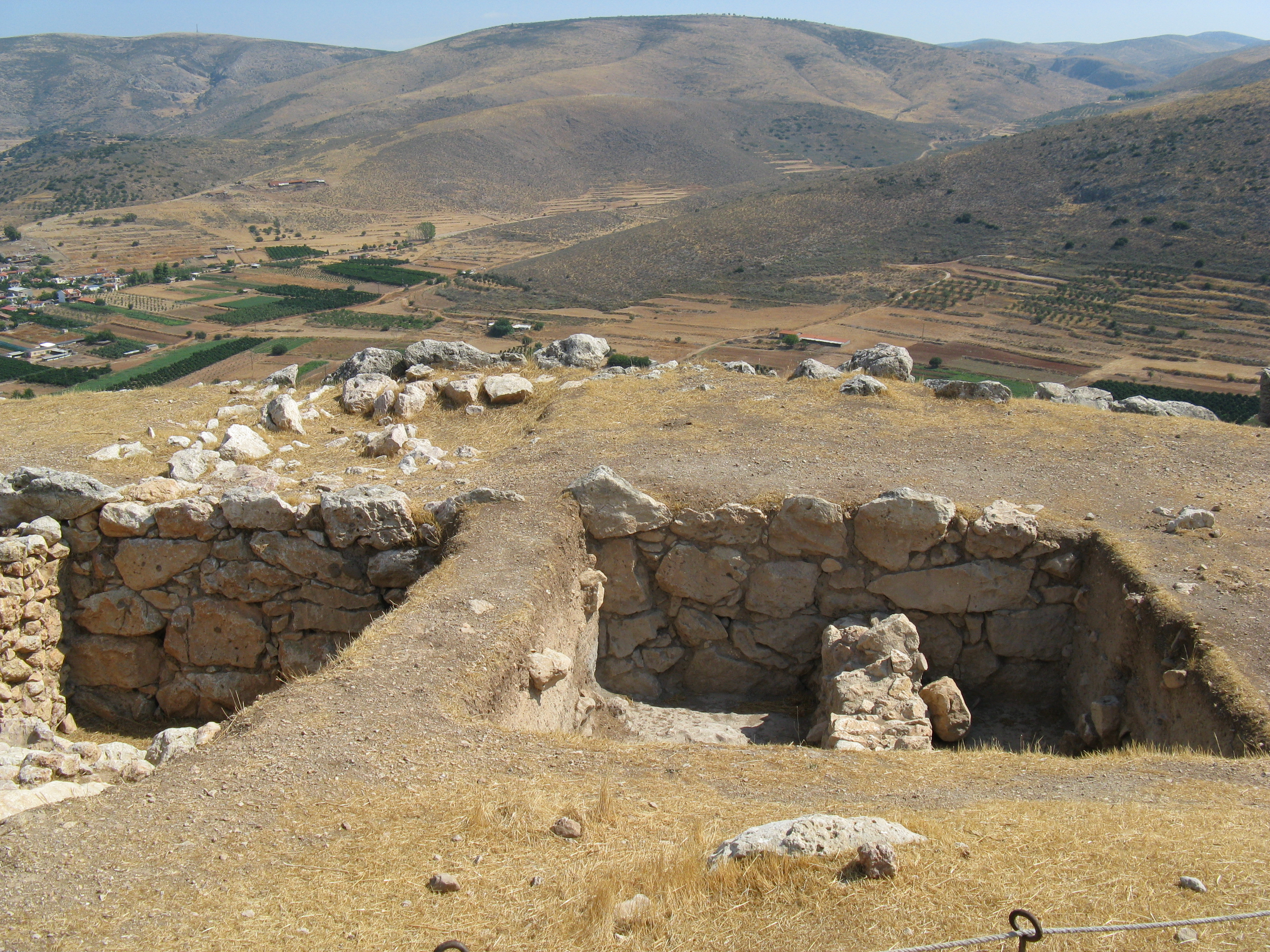
Les ruines d'un bâtiment de l'Helladique récent IIIB, sur l'acropole supérieure de Midéa.

Le site a été identifié au XIXe siècle par Émile Le Puillon de Boblaye pendant l'expédition de Morée, et confirmé par Ernst Curtius.
En 1907, l'Institut archéologique allemand d'Athènes procède à quelques sondages pendant une journée sans mettre au jour de bâtiment. En 1939, l'Institut suédois à Athènes conduit par Axel W. Persson (en) effectue les premières fouilles à Midéa, en parallèle à leurs fouilles menées depuis plus de dix ans du cimetière de Dendra. Les Suédois dégagent les fortifications et leurs portes, mettent au jour quelques ruines de bâtiments au sommet de la colline et sur les pentes.
Stoppées par la Seconde Guerre mondiale, les recherches reprennent en 1963 sous la forme d'un partenariat helléno-suédois sous la direction de Paul Åström (en) et Nikólaos Verdelís, toujours en parallèle aux fouilles de Dendra.
À partir de 1983, les premières fouilles de grande ampleur commencent à Midéa, conjointement organisées par l'Institut suédois à Athènes et la Société archéologique d'Athènes, en partenariat avec l'université de Cincinnati. Ces travaux sont placés sous la conduite de Paul Åström, Katie Demakopoulou et Gisela Walberg. L'équipe suédoise fouille la porte Est et ses alentours, l'équipe grecque la porte Ouest et ses alentours et l'équipe américaine les terrasses inférieures. En 2000, Åström est remplacé par Ann-Louise Schallin.